# 출판시도서목록
출판시도서목록(영어: Cataloging in Publication, CIP)은 출판 예정인 책의 정보를 미리 제공하여 판매에 도움이 되고 표지, 목차, 서문, 본문의 일부 등을 수록하여 독자가 책의 내용을 미리 살펴볼 수 있는 목록이다.
한국에서는 2008년부터 도입해 사용하고 있다. 2013년부터는 ISBN 신청과 동시에 CIP를 신청할 수 있게 변경되었다.

## 도서관에서 이용
CIP의 도입으로 도서관 비치 도서에 도서관 별로 새로 부여하는 분류기호와 저자 발행연도 판형 등을 일일이 새로 기록할 필요가 없어졌다.
CIP 고유번호 부여로 오류의 가능성이 사라졌으며 CIP 신청과 동시에 제출한 정보를 이용한 2차 정보 생산도 가능하다.

## CIP 이용법
출판사는 출간예정인 도서의 제목, 저자명, 출간예정일, 가격, 판형, 목차, 표지 이미지, 서문, 본문의 10페이지 또는 요약, 판권 등을 제출한다.(국립중앙도서관 문헌정보센터 http://seoji.nl.go.kr/index.do)
독자는 국립중앙도서관 문헌정보센터 CIP 자료검색을 통해 출간예정 도서를 검색하여 제목과 저자명 등의 일반 정보 외에 목차 판권 서문 본문 일부 등을 찾아볼 수 있다.

## 같이 보기
- ISBN